# Stipularia
Stipularia  es un género con dos especies de plantas con flores perteneciente a la familia de las rubiáceas.
Es nativo del sudoeste de África hasta Sudán y Zambia.

## Especies
- Stipularia africana P.Beauv. (1807).
- Stipularia elliptica Schweinf. ex Hiern in D.Oliver & auct. suc. (eds.) (1877).